# Agriculture de l'URSS
L'agriculture de l'URSS était principalement collectivisée, avec quelques parcelles de terres privées. Elle est généralement considérée comme l'un des secteurs les moins efficaces de l'économie de l'URSS. Un certain nombre de taxes sur la nourriture (prodrazverstka, prodnalog...) furent introduites au début de l'Union soviétique, afin de favoriser la collectivisation et la lutte contre les koulaks. Cette collectivisation a pour conséquence les famines soviétiques de 1931-1933, et notamment l'Holodomor. Un système de fermes collectives, kolkhoze ou sovkhoze, est mis en place, visant à une meilleure productivité et à plus d'équité, mais échouant sur ces deux points. Sous Nikita Khrouchtchev, Leonid Brejnev et Mikhail Gorbachev, un certain nombre de campagnes, comme celle des « terres vierges » ont été entreprises afin de pallier les insuffisances chroniques de l'agriculture soviétique.

## Histoire

### Pendant le «communisme de guerre» (1918-1921)
Le communisme de guerre a eu lieu pendant la guerre civile russe et consiste, en ce qui concerne l'agriculture, à la réquisition de ce qui dépasse le minimum vital des paysans, ainsi que le rationnement et la centralisation de la nourriture.

### Pendant la NEP (1921-1929)
Au sortir de la Première Guerre mondiale et de la guerre civile, l'Union soviétique risque la famine. Lénine décide d'introduire une relative libéralisation, et demande aux paysans de fournir une part brute de leur production, le reste des surplus pouvant être revendu. Cette mesure permet l'augmentation de la production agricole à des niveaux supérieurs à ceux d'avant la révolution.
Economiquement, la nouvelle politique économique ou NEP lancée en 1921 par Lénine, est unevéritable période de récupération pour la société civile, en rétablissant partiellement l'économie de marché et permet à l'agriculture et à l'industrie de retrouver leur niveau d'avant guerre.

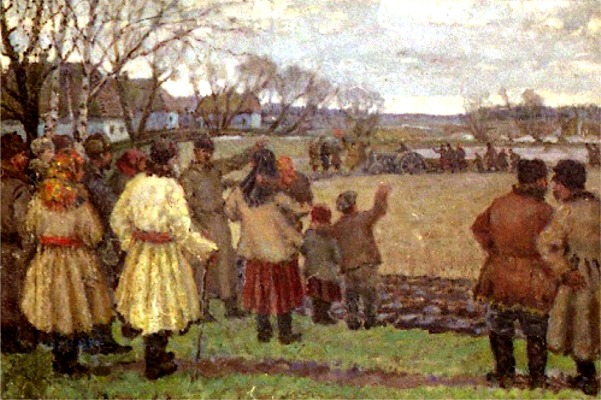
remier tracteur, tableau de Vladimir Krikhatsky.

En 1928, avec le premier plan quinquennal, le pouvoir soviétique remet en chantier la collectivisation soviétique de l'agriculture qui avait été suspendue entre 1921 et 1927, durant la mise en œuvre de la Nouvelle politique économique (NEP). Cette collectivisation réorganise la production agricole en instaurant le kolkhoze comme unité de base avec les fermes d'État (sovkhozes). Elle implique l'expropriation du monde paysan et notamment des plus « riches » d'entre eux, les koulaks. Les kolkhozes étaient des entreprises agricoles détenues et gérées par un ensemble de paysans propriétaires des outils de production, mais non du sol, propriété de l'État. La terre était mise à disposition perpétuelle des kolkhoziens. Les paysans cultivaient en commun la terre, vendaient la production à l'État et se partageaient les profits. Ils disposaient en outre d'un lopin de terre individuel (0,25 à 0,5 hectare en 1934).
Les sovkhozes étaient des grandes entreprises agricoles d'État. Les travailleurs y étaient des ouvriers agricoles. Dans les kolkhozes et les sovkhozes, il y avait une pratique pour échanger les champs individuels avec les champs collectifs. Il y avait un nombre extrêmement petit de fermes individuelles restantes (khutor, хутор), situés dans des zones rurales isolées dans les pays baltes, l'Ukraine, la Sibérie et les régions cosaques.
La politique de collectivisation est décidée et passe par la création de 4 000 sovkhozes et 250 000 kolkhozes chargés de fournir les récoltes agricoles nécessaire à la modernisation à marche forcée décidée par Staline.
La collectivisation forcée, qui est loin de concerner une minorité de « paysans aisés » ou « koulaks » mais que l'historien russe V.P. Danilov décrit sous le terme de raskrestianivanie (« dé-paysannisation »), déclenche des résistances paysannes importantes (près de 14 000 manifestations, émeutes et insurrections pour la seule année 1930).
Le phénomène de la répression de la dékoulakisation s'accompagne par la création de l'administration principale des camps de travaux ou goulag doublée d'une surveillance accrue et acérée des dissidents et opposants politiques de l'empire soviétique. Ce dispositif reprend la pratique de l'empire russe de la relégation en zones reculées baptisées colonies spéciales. Les familles déportées dans des conditions effroyables (10 % de mortalité durant le trajet) doivent survivre dans les steppes par leurs propres moyens sous contrôle de la police politique.

Le résultat de cette collectivisation et des bouleversements qu'elle provoque dans le monde paysan et dans les capacités de production alliés aux aléas climatiques de ces années sont les famines soviétiques de 1931-1933 dont le nombre total de victimes oscillent entre 6,, et 8,,, millions de personnes. Pendant ce temps, le gouvernement (exerçant le monopole du commerce extérieur qu'il avait institué au début des années 1920) exportait quelque quatre millions de tonnes de céréales pour payer les importations massives de machines, y compris les tracteurs.
En Ukraine, l'Holodomor (ou la Grande Famine) conséquence directe de la politique d'industrialisation de Joseph Staline et de punition de la paysannerie et du nationalisme ukrainien qui résiste à la collectivisation agricole lancée en 1929, fait 4 à 5 millions de morts en 1933.
La planification et le travail agricole en 1932 se sont déroulés dans des conditions bien pires qu'en 1931, avec de graves pénuries et des famines dans de nombreuses régions. Afin de faire face à ces pénuries, les lois de mai 1932 légalisent le commerce privé (après trois ans d'incertitude) et on voit un assouplissement des politiques. Néanmoins, les agriculteurs ne réalisent pas les plans de semis et la récolte diminue même par rapport à celle de 1931 en raison d'un mélange complexe de catastrophes naturelles et de mauvaise gestion. Les dirigeants soviétiques, refusant de croire qu'une autre catastrophe comme celle de 1931 puisse se reproduire, poursuivent leur politique avec un plan d'achat modérément réduit. La mise en œuvre de ce plan provoqua une lutte acharnée entre le régime et les paysans, parallèlement à un déclin catastrophique des approvisionnements alimentaires pour les villes.
Au début de 1933, les autorités à tous les niveaux recevaient des rapports constants sur une famine massive. Les paysans fuient leur foyer pour chercher de la nourriture et survivre, et les autorités ont promulgué plusieurs autres lois visant à empêcher ce mouvement, y compris des sanctions sévères pour forcer les paysans des régions céréalières du sud, les plus durement touchés par la famine à retourner chez eux. Le régime s'engagea à planifier et à guider le travail agricole en apportant une aide considérable, mais insuffisante, à la nourriture, aux semences et au fourrage, et dépêcha plus de 20 000 ouvriers industriels, tous membres du Parti communiste, pour éliminer l'opposition dans les fermes collectives et les mobiliser pour l'année. Le résultat, malgré les conditions horribles, fut une récolte très réussie en 1933 qui mit fin à la famine dans la plupart des régions.
L'élevage subit un « désastre » à cause des pertes du processus de collectivisation, des mauvaises récoltes qui ont réduit le fourrage, de la mauvaise gestion dans les fermes et enfin de la famine elle-même, les paysans abattant les animaux pour survivre. La pire région de la crise du bétail fut le Kazakhstan, où les politiques de collectivisation soviétique visaient initialement à installer dans les villages la population majoritairement nomade. Face à une famine fulgurante dans la région, à la fuite (vers la Chine) et la mort de plus d'un tiers de la population, le régime de 1933 assouplit ses politiques, mais les effets de la famine ne furent pas surmontés pendant des années. Le passage du pastoralisme à la sédentarisation forcée entraine une chute du bétail passé de 4 300 000 à 470 000 bêtes.
Les résultats désastreux pour le pouvoir obligent ce dernier à ne pas publier les résultats du recensement de 1937 et les conséquences se répercuteront jusqu'à la fin de l'URSS.

### La campagne des terres vierges
En 1954, Nikita Khrouchtchev décide de mettre en culture 42 millions d'hectares de steppes notamment dans le nord du Kazakhstan afin de lutter contre la sous-alimentation de la population dans le cadre d'un programme décidé en 1953 qui vise à rattraper la production laitière et bovine américaine en 7 ans. Si au début la production agricole augmente, l'érosion des sols et les conditions climatiques diminuent les rendements, et l'expérience est considérée comme un échec à partir de 1959. Pour René Dumont, les experts soviétiques se sont trompés et une bonne partie de ces terres n'est pas appropriée à la culture céréalière intensive. Il critique également le dogmatisme du régime qui refuse de se remettre en cause.

## Efficacité des fermes collectives
Pour Hedrick Smith dans The Russians (Les Russes, 1976), selon les statistiques soviétiques, un quart de la valeur agricole produite dans l'URSS provenait des lopins de terre individuels, qui représentaient 2 % des terres arables. Dans les années 1980, 3 % des terres étaient privées, et comptaient pour plus d'un quart de la production. Les chiffres soviétiques comptaient une productivité par agriculteur de 20 à 25 % celle d'un agriculteur américain dans les années 1980.
Les parcelles de terre privées étaient une source de revenus importante pour les ménages. En 1977, 72 % de la viande consommée par les familles des kolkhozes, 76 % de leurs œufs et la majorité de leurs patates étaient produits sur leurs parcelles privées. Le surplus (nourriture ou bétail) était également une source de revenus importante, car il était vendu à la coopérative, au sovkhoze ou au kolkhoze. Il est possible que les statistiques sous-estiment la contribution totale des parcelles privées à l'agriculture soviétique. les parcelles privées n'ont été entièrement interdites que durant la collectivisation.
L'Union soviétique investissait énormément dans l'agriculture, et les coûts de production étaient très élevés. Cependant, l'URSS devait importer des denrées alimentaires en provenance de l'Occident, et les pénuries étaient largement répandues, dans un pays qui possédait les meilleures terres agricoles et un ratio terre/population élevé,.
L'URSS est obligée d'importer 10 millions de tonnes de céréales en 1963, suite à des récoltes catastrophiques, conséquences directes de la collectivisation decidée et réalisée sous Staline des décénnies auparavant. De plus, le fonctionnement économique moins souple et dynamique ou le complexe militaro industriel soviétique accapare 20 % des ressources de la richesse intérieure sans retombées dans le domaine civil dans un contexte accru de guerre froide a accentué le sacrifice du secteur des services et de l'agriculture. Le bien être être de la population a été sacrifié à la course aux armements.
À partir de 1972, avec des rendements de l'ordre de 15 quintaux / hectare, gravement déficitaire d'un point de vue agricole, soit 1/4 du rendement des productions agricoles occidentales, et 50% de celui des pays du Bloc de l'Est, l'URSS va devoir importer jusqu'à 40 millions de tonnes de céréales par an du Canada et des États-Unis en raison de graves déficiences de production du également au primat donné à l'idéologie politique au détriment de la rigueur scientifique en agriculture (comme le démontre le courant du Lyssenkisme). Le rationnement est réintroduit dans les centres urbains de taille moyenne, illustré par les longues files d'attente devant les magasins.
Pour René Dumont qui visite l'URSS en 1964, la principale cause du retard agricole soviétique est « le manque d’initiative, d’autonomie, de responsabilité et de liberté à chaque degré de l’exécution. ».

## Statistiques

### Kolkhozes et sovkhozes
| Année | Nombre de kolkhozes | Nombre de sovkhozes | Taille moyenne d'un kolkhoze (hectares) | Taille moyenne d'un sovkhoze (hectares) | Part des kolkhozes | Part des sovkhozes | Part des ménages travaillant dans l'agriculture |
| ----- | ------------------- | ------------------- | --------------------------------------- | --------------------------------------- | ------------------ | ------------------ | ----------------------------------------------- |
| 1960  | 44 000              | 7 400               | 6 600                                   | 26 200                                  | 44 %               | 18 %               | 38 %                                            |
| 1965  | 36 300              | 11 700              | 6 100                                   | 24 600                                  | 41 %               | 24 %               | 35 %                                            |
| 1970  | 33 000              | 15 000              | 6 100                                   | 20 800                                  | 40 %               | 28 %               | 32 %                                            |
| 1975  | 28 500              | 18 100              | 6 400                                   | 18 900                                  | 37 %.              | 31 %               | 32 %                                            |
| 1980  | 25 900              | 21 100              | 6 600                                   | 17 200                                  | 35 %               | 36 %               | 29 %                                            |
| 1985  | 26 200              | 22 700              | 6 500                                   | 16 100                                  | 36 %               | 36 %               | 28 %                                            |
| 1990  | 29 100              | 23 500              | 5 900                                   | 15 300                                  | 36 %               | 38 %               | 26 %                                            |

Sources : statistiques de l'URSS

### Production agricole
| Année | Céréales | Coton (brut) | Betterave sucrière |
| ----- | -------- | ------------ | ------------------ |
| 1913  | 92,3     | 0,42         | 11,3               |
| 1940  | 95,6     | 2,24         | 18,0               |
| 1945  | 47,3     | 1,16         | 5,5                |
| 1950  | 81,2     | 3,5          | 20,8               |
| 1960  | 125,5    | 4,29         | 57,7               |
| 1965  | 121,1    | 5,66         | 72,3               |
| 1970  | 186,8    | 6,89         | 78,3               |
| 1986  | 210,0    | 8,3          | 79,3               |

Au début des années 1960, l'URSS est le premier producteur de blé, loin devant l'Europe et les États-Unis, à l'aube d'une période où les récoltes céréalières vont considérablement progresser dans d'autres pays. Les cinq premiers producteurs de blé en 1960, en pourcentage de l'offre mondiale :
| URSS | Europe | États-Unis | Chine | Canada | Argentine | Autres |
| 25%  | 16%    | 16%        | 9%    | 6%     | 3%        | 19%    |

### Bétail
| Année | Bovins (millions de têtes) | Vaches (millions de têtes) | Porcs (millions de têtes) | Ovins (millions de têtes) | Caprins (millions de têtes) | Chevaux (millions de têtes) | Viande (carcasse, millions de tonnes) | Lait (millions de tonnes) |
| ----- | -------------------------- | -------------------------- | ------------------------- | ------------------------- | --------------------------- | --------------------------- | ------------------------------------- | ------------------------- |
| 1916  | 58,4                       | 28,8                       | 23                        | 89,7                      | 6,6                         | 38,2                        | 5                                     | 29,4                      |
| 1928  | 70,5                       | 30,7                       | 25,9                      | 146,7                     | 146,7                       |                             |                                       |                           |
| 1933  | 38,3                       | 19,5                       | 12                        | 50,2                      | 50,2                        |                             |                                       |                           |
| 1941  | 54,8                       | 28                         | 27,6                      | 80                        | 11,7                        | 21,1                        | 4,7                                   | 33,6                      |
| 1946  | 47,6                       | 22,9                       | 10,6                      | 58,5                      | 11,5                        | 10,7                        | 2,6                                   | 26,4                      |
| 1947  | 47                         | 23                         | 8,7                       | 57,7                      | 11,6                        | 10,9                        |                                       |                           |
| 1948  | 50,1                       | 23,8                       | 9,7                       | 63,3                      | 13,5                        | 11                          |                                       |                           |
| 1949  | 54,8                       | 24,2                       | 15,2                      | 70,4                      | 15,2                        | 11,8                        |                                       |                           |
| 1950  | 58,1                       | 24,6                       | 22,2                      | 77,6                      | 16                          | 12,7                        |                                       |                           |
| 1951  | 57,1                       | 24,3                       | 24,4                      | 82,6                      | 16,4                        | 13,8                        |                                       | 35,3                      |
| 1952  | 58,8                       | 24,9                       | 27,1                      | 90,5                      | 17,1                        | 14,7                        |                                       |                           |
| 1953  | 56,6                       | 24,3                       | 28,5                      | 94,3                      | 15,6                        | 15,3                        |                                       |                           |
| 1954  | 55,8                       | 25,2                       | 33,3                      | 99,8                      | 15,7                        | 15,3                        |                                       |                           |
| 1955  | 56,7                       | 26,4                       | 30,9                      | 99                        | 14                          | 14,2                        |                                       |                           |
| 1956  | 58,8                       | 27,7                       | 34                        | 103,3                     | 12,9                        | 13                          |                                       |                           |
| 1957  | 61,4                       | 29                         | 40,8                      | 108,2                     | 11,6                        | 12,4                        |                                       |                           |
| 1958  | 66,8                       | 31,4                       | 44,3                      | 120,2                     | 9,9                         | 11,9                        |                                       |                           |
| 1959  | 70,8                       | 33,3                       | 48,7                      | 129,9                     | 9,3                         | 11,5                        |                                       |                           |
| 1960  | 74,2                       | 33,9                       | 53,4                      | 136,1                     | 7,9                         | 11                          |                                       |                           |
| 1961  | 75,8                       | 34,8                       | 58,7                      | 133                       | 7,3                         | 9,9                         | 8,7                                   | 61,7                      |
| 1962  | 82,1                       | 36,3                       | 66,7                      | 137,5                     | 7                           | 9,4                         |                                       |                           |
| 1963  | 87                         | 38                         | 70                        | 139,7                     | 6,7                         | 9,1                         |                                       |                           |
| 1964  | 85,4                       | 38,3                       | 40,9                      | 133,9                     | 5,6                         | 8,5                         |                                       |                           |
| 1965  | 87,2                       | 38,8                       | 52,8                      | 125,2                     | 5,5                         | 7,9                         |                                       |                           |
| 1966  | 93,4                       | 40,1                       | 59,6                      | 129,8                     | 5,5                         | 8                           | 10                                    | 72,6                      |
| 1967  | 97,1                       | 41,2                       | 58                        | 135,5                     | 5,5                         | 8                           |                                       |                           |
| 1968  | 97,2                       | 41,6                       | 50,9                      | 138,4                     | 5,6                         | 8                           |                                       |                           |
| 1969  | 95,7                       | 41,2                       | 49                        | 140,6                     | 5,5                         | 8                           |                                       |                           |
| 1970  | 95,2                       | 40,5                       | 56,1                      | 130,7                     | 5,1                         | 7,5                         |                                       |                           |
| 1971  | 99,2                       | 39,8                       | 67,5                      | 138                       | 5,4                         | 7,4                         | 12,3                                  | 83                        |
| 1972  | 102,4                      | 40                         | 71,4                      | 139,9                     | 5,4                         | 7,3                         |                                       |                           |
| 1973  | 104                        | 40,6                       | 66,6                      | 139,1                     | 5,6                         | 7,1                         |                                       |                           |
| 1974  | 106,3                      | 41,4                       | 70                        | 142,6                     | 5,9                         | 6,8                         |                                       |                           |
| 1975  | 109,1                      | 41,9                       | 72,3                      | 145,3                     | 5,9                         | 6,8                         |                                       |                           |
| 1976  | 111                        | 41,9                       | 57,9                      | 141,4                     | 5,7                         | 6,4                         |                                       | 91                        |
| 1977  | 110,3                      | 42                         | 63,1                      | 139,8                     | 5,5                         | 6                           |                                       |                           |
| 1978  | 112,7                      | 42,6                       | 70,5                      | 141                       | 5,6                         | 5,8                         |                                       |                           |
| 1979  | 114,1                      | 43                         | 73,5                      | 142,6                     | 5,5                         | 5,7                         |                                       |                           |
| 1980  | 115,1                      | 43,3                       | 73,9                      | 143,6                     | 5,8                         | 5,6                         |                                       |                           |
| 1981  | 115,1                      | 43,4                       | 73,4                      | 141,6                     | 5,9                         | 5,6                         |                                       | 91                        |
| 1982  | 115,9                      | 43,7                       | 73,3                      | 142,4                     | 6,1                         | 5,6                         |                                       |                           |
| 1983  | 117,2                      | 43,8                       | 76,7                      | 142,2                     | 6,3                         | 5,6                         |                                       |                           |
| 1984  | 119,6                      | 43,9                       | 78,7                      | 145,3                     | 6,5                         | 5,7                         |                                       |                           |
| 1985  | 121                        | 43,6                       | 77,9                      | 142,9                     | 6,3                         | 5,8                         |                                       |                           |
| 1986  | 120,9                      | 42,9                       | 77,8                      | 140,8                     | 6,5                         | 5,8                         |                                       |                           |
| 1987  | 122,1                      | 42,4                       | 79,5                      | 142,2                     | 6,5                         | 5,9                         | 18,1                                  | 102,2                     |
| 1988  | 120,6                      | 42                         | 77,4                      | 140,8                     | 6,5                         | 5,9                         |                                       |                           |
| 1989  | 119,6                      | 41,8                       | 78,1                      | 140,7                     | 6,8                         | 5,9                         |                                       | 107                       |
| 1990  | 118,4                      | 41,7                       | 79                        | 138,4                     | 7                           | 5,9                         |                                       |                           |
| 1991  | 115,7                      | 41,5                       | 75,6                      | 133,3                     | 7,3                         | 5,9                         |                                       |                           |